# Morgantina
Morgantina ou Morgantiné est un site archéologique italien de la période préromaine, situé à Aidone, en Sicile.

## Histoire de la cité

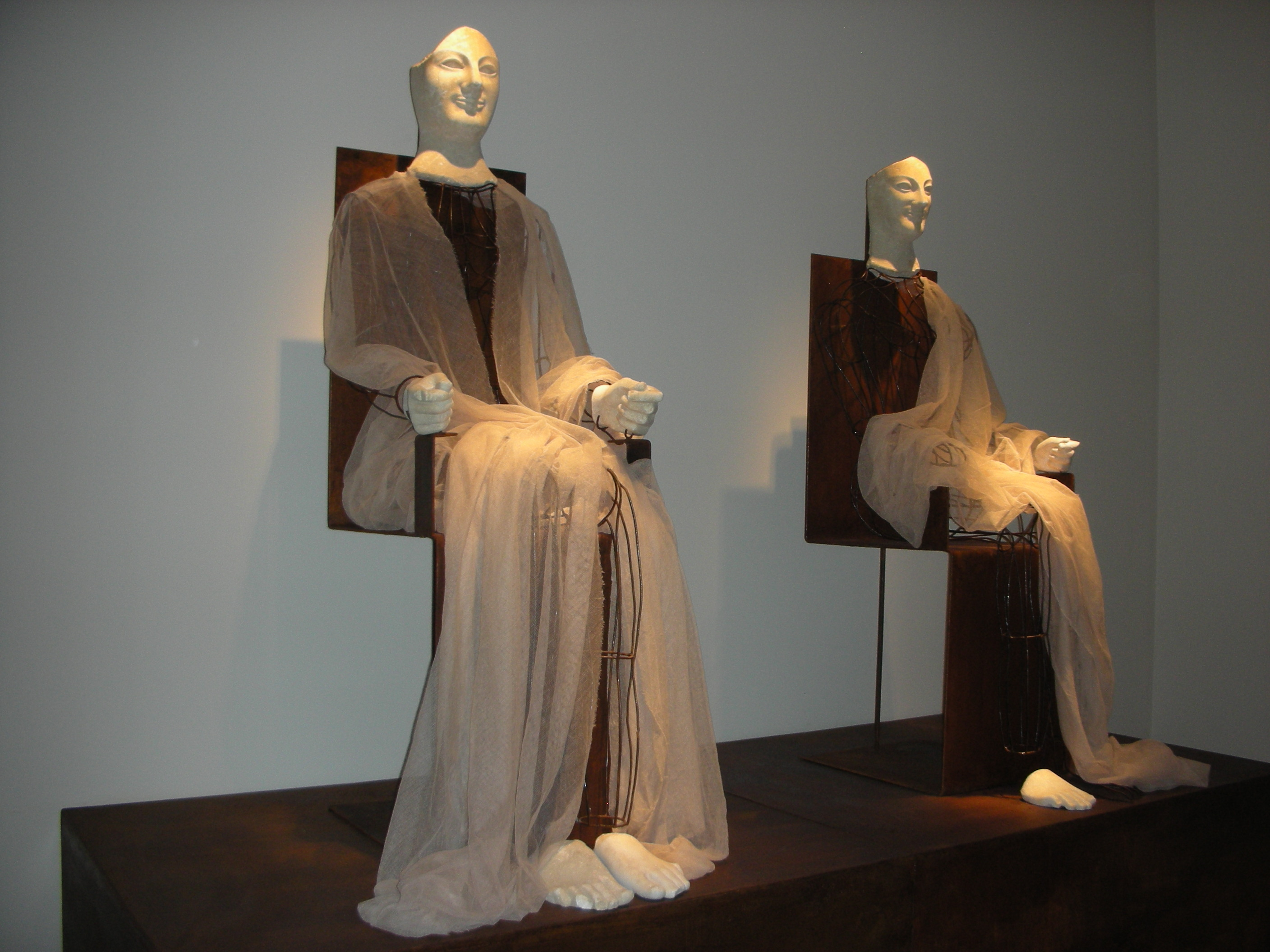
Déesses acrolithes de Morgantina

Le site est un établissement protohistorique et antique, habité par les Sicanes puis les Sicules, eux-mêmes chassés par les Morgètes.
Hellénisée à partir du VIe siècle av. J.-C. sous l'influence des colons chalcidiens de Catane, la cité est prise par le roi sicule Doukétios qui la rase. Elle se relève sous la tyrannie de Timoléon. 
Aux IVe et IIIe siècles av. J.-C., Morgantina est une riche cité essentiellement agricole. Caton mentionne le cépage Murgentinum, qui en est originaire, avant d'être acclimaté en Italie centrale. 
Elle est sévèrement punie par les Romains après avoir pris le parti des Carthaginois lors de la deuxième guerre punique. La ville décline jusqu'à ne plus former une cité à l’époque de Strabon.

## Fouilles
Le site de Morgantina a été fouillé par des chercheurs de l'université de Princeton à partir de 1955. 
L'essentiel des vestiges retrouvés (agora, théâtre, maisons) date d'après cette reconstruction. 